# Marta Peirano
Marta Peirano (Madrid, 7 de noviembre de 1975) es una periodista española especializada en las relaciones entre tecnologías informáticas y poder. Ha publicado varios libros sobre derechos digitales y sobre el conflicto entre ciberseguridad y privacidad en la sociedad de la información. Vive entre Madrid y Berlín.

## Trayectoria profesional
Marta Peirano colabora con distintos medios y plataformas como experta en temas relacionados con la cultura libre en la sociedad de la información: seguridad, privacidad, criptografía, gobernanza y derechos humanos en Internet, entre otros. También ha indagado en los efectos de los autómatas programables y la criptografía.
Ha sido fundadora de la revista Campobase y de los proyectos Cryptoparty Berlin, una iniciativa alrededor de cuestiones sobre privacidad y seguridad en internet, y Hack Hackers Berlin. También fue fundadora de Elástico, un colectivo multidisciplinar con el que codirigió el proyecto COPYFIGHT en 2005 y que estaba dedicado a la cultura libre.
Trabajó en el desaparecido periódico ADN. De septiembre de 2013 a septiembre de 2016 fue jefa de la sección Cultura y Tecnología del periódico digital eldiario.es, donde publicó artículos sobre vigilancia del poder, medio ambiente, cultura y derechos y libertades. También colaboró con la publicación JotDown escribiendo artículos sobre cultura.
Uno de sus libros más conocidos, Pequeño libro rojo del activista en la red, es una introducción a la criptografía para periodistas, agencias de noticias y medios de comunicación. Publicado en 2015, fue prologado por Edward Snowden, a quien Peirano había conocido a raíz de una entrevista para eldiario.es.
En 2019 publicó El enemigo conoce el sistema, un ensayo crítico que aborda la manera opaca y no democrática en que los gigantes tecnológicos de Internet gestionan la información que obtienen de sus usuarios.
A principios del verano de 2022 se lanzó Contra el futuro (2022), en el que Peirano exploraba posibles soluciones ciudadanas al grave problema de la crisis climática. En tales soluciones influyen negativamente las grandes corporaciones tecnológicas, que en el ámbito occidental son Apple, Amazon, Google (Alphabet), Meta Platforms y Microsoft, y en el oriental Baidu, Tencent y Alibaba.

Estas plataformas te sacan del lugar en el que físicamente estás, donde tú eres un nodo fundamental de la acción política, y te pone en otro que controla, por ejemplo, Facebook, que solamente existe en Facebook, con personas que en realidad solo existen en esa red social para ti [...] literalmente te desconectan y llevan a un lugar imaginario.
Marta Peirano

Desde sus primeros pasos profesionales en la década de los años 2000, Peirano se ha mostrado preocupada por los problemas derivados del monopolio de la información, así como por las «prácticas mafiosas» de las entidades de gestión colectiva de los derechos de autor.
Los algoritmos que, ya de forma semiautónoma, deciden qué nos debe interesar, a la postre acaban decidiendo qué «trozos de realidad» contarnos, hurtándonos así el tiempo y el lugar que debería ocupar el debate con el resto de las personas que nos rodean.

## Obras
Algunas de sus obras individuales y colectivas son, por orden cronológico:
- El rival de Prometeo. Vidas de autómatas ilustres (2009) (junto a Sonia Bueno Gómez-Tejedor), editorial Impedimenta
- Collaborative Futures: A Book About the Future of Collaboration (2010), editorial Paperback
- On Turtles and Dragons and the Dangerous Quest for a Media Art Notation System (2013)
- Futurish: Thinking Out Loud About Futures. Time's Up (2014)
- Pequeño libro rojo del activista en la red (2015), Roca Editorial
- El enemigo conoce el sistema (2019), editorial Debate
- Contra el futuro. Resistencia ciudadana frente al feudalismo climático (2022), editorial Debate